# RAF Binbrook

i7
i11
i13
Die Royal Air Force Station Binbrook, kurz RAF Binbrook, war ein nordwestlich von Binbrook in der Grafschaft Lincolnshire, England gelegener Militärflugplatz der britischen Royal Air Force (RAF). Die meisten Gebäude blieben erhalten, die drei Start- und Landebahnen existieren jedoch nicht mehr. Die technischen Gebäude werden heute industriell genutzt, während die Unterkünfte auf der Basis teilweise leer stehen. Die umliegenden Häuser ehemaliger (meist verheirateter) Soldaten bilden heute das neue Dorf Brookenby.

## Geschichte
RAF Binbrook wurde 1940 während des Zweiten Weltkrieges als Basis des Bomber Command der Royal Air Force eröffnet. Die zunächst nur mit Graspisten ausgerüstete Station wurde 1942 vorübergehend geschlossen, um drei Start- und Landebahnen aus Beton zu bauen. Binbrook wurde Basis einer Staffel der Royal Australian Air Force (RAAF), der 460. Squadron. 
Nach dem Krieg war RAF Binbrook unter anderem Heimatstützpunkt der IX., 12., 101. und 617. Squadron, alle sind noch heute (2012) aktiv. In Binbrook begann das Zeitalter strahlgetriebener Bomber der RAF. Die English Electric Canberra, der erste britische Jetbomber, wurde zuerst in Binbrook stationiert.

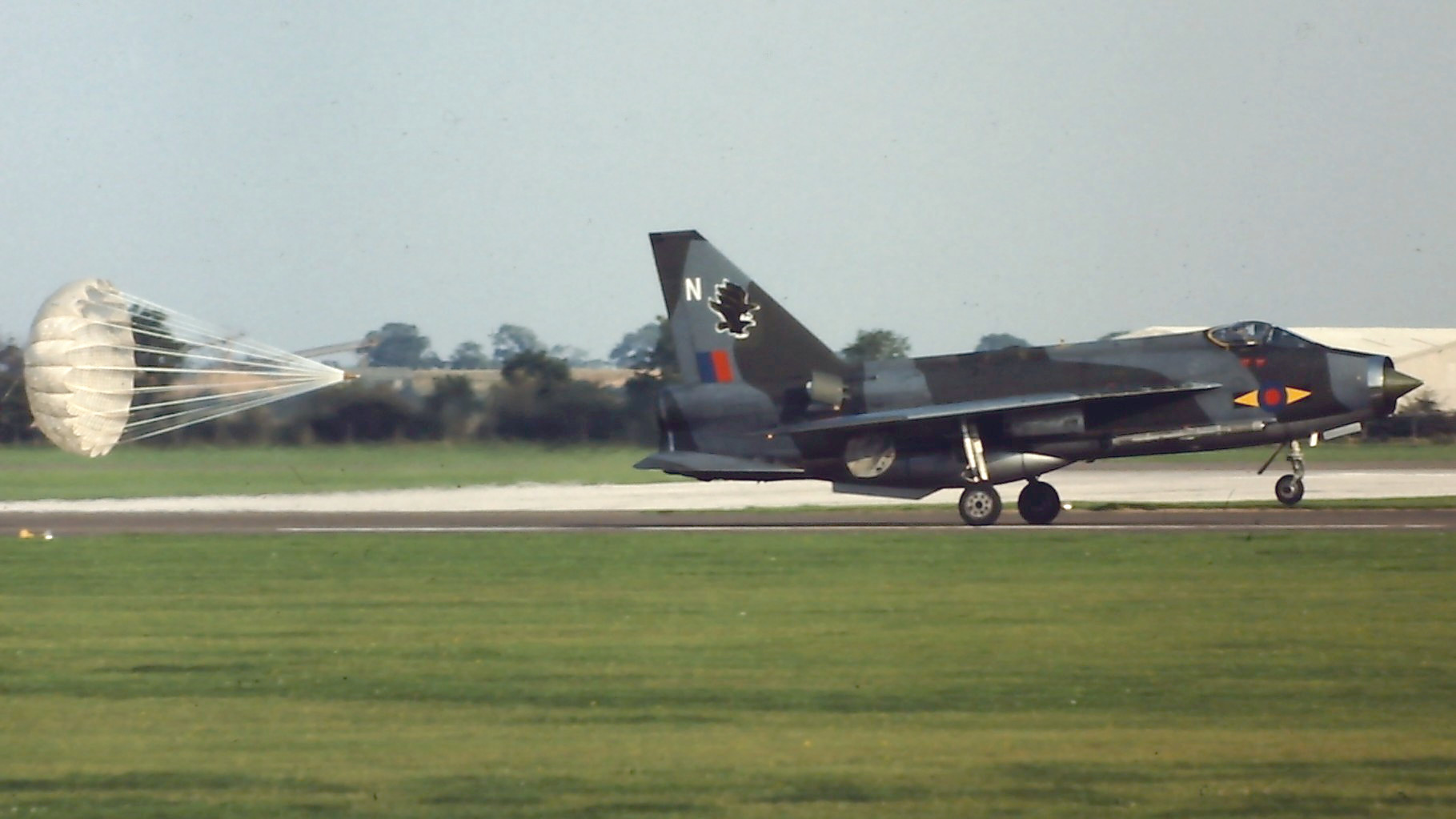
Binbrooker Lightning bei der Landung in Finningley, 1980

Im Jahre 1959 wurde Binbrook Stützpunkt einer Staffel Allwetter-Jagdflugzeugen des Typs Gloster Javelin, hinzu kamen eine Staffel von Ziel-Schleppflugzeugen der Typen Canberra und Gloster Meteor.
Ab 1965 war die Station Heimat der English Electric Lightning. Zunächst lag hier lediglich die 5. Squadron, 1972 kam die 11. hinzu. Diese beiden Staffeln waren die beiden letzten Nutzer der Lightning. Die 5. Squadron flog die Lightning bis Anfang 1988, die 11. betrieb die Lightning noch einige Monate weiter. Damit endete der reguläre Flugbetrieb in RAF Binbrook. Die beiden ehemaligen Lightning-Staffeln lagen anschließend als Tornado F3-Staffeln in RAF Leeming.
Der Flugplatz diente noch ein gutes Jahrzehnt als Ausweichplatz für RAF Scampton und wurde auch noch von Segelflugzeugen genutzt. Im Jahre 1990 entstanden hier Szenen des Films Memphis Belle. 1992 wurde der Flugplatz komplett geschlossen und das Areal in den folgenden Jahren privatisiert.